# برونو لولاج
برونو لولاج (بالألبانية: Bruno Lulaj) (2 أبريل 1995 بإلباسان في ألبانيا - ) هو لاعب كرة قدم ألباني في مركز الدفاع. شارك مع منتخب ألبانيا تحت 19 سنة لكرة القدم ومنتخب ألبانيا تحت 21 سنة لكرة القدم. أما مع النوادي، فقد لعب مع نادي سكندربيو كورتشه.

## وصلات خارجية
- برونو لولاج على موقع الاتحاد الأوربي (الإنجليزية)
- برونو لولاج على موقع قاعدة بيانات كرة القدم.إي يو (الإنجليزية)
- برونو لولاج على موقع قاعدة بيانات كرة القدم.إي يو (الإنجليزية)
- برونو لولاج على موقع Soccerway.com (الإنجليزية)
- برونو لولاج على موقع AS.com (الإسبانية)